# Gribodia confluenta
Gribodia confluenta är en stekelart som först beskrevs av Smith 1857.  Gribodia confluenta ingår i släktet Gribodia och familjen Eumenidae. Inga underarter finns listade i Catalogue of Life.